# Listapad 2019
Le festival international du Film de Minsk Listapad 2019, 26e édition du festival (biélorusse : 26-ы міжнародны Мінскі кінафестываль "Лістапад"), se déroule du 1er novembre au 8 novembre 2019.

## Jury

### Compétition internationale
- Carlos Quintela (président du jury), réalisateur
- Larisa Malioukova, critique
- Jurga Dikičuvienė, productrice
- Vladimir Yankovski, réalisateur
- Olena Yershova, productrice

### Compétition Youth on the March
- Philippe Lesage, réalisateur
- Mijke de Jong, réalisatrice
- Ekaterina Philippova, productrice

### Compétition nationale
- Krzysztof Zanussi, réalisateur
- Freddy Olsson, producteur
- Olga Dashuk, documentariste

## Sélection

### Compétition internationale
- The Secret of a Leader de Farkhat Sharipov  Kazakhstan
- The Painted Bird de Václav Marhoul  République tchèque  Slovaquie  Ukraine
- Le Kérosène (Керосин) de Youssoup Razykov  Russie
- The Criminal Man de Dmitri Mamoulia  Géorgie
- Inhale-Exhale de Dito Tsintsadze  Géorgie  Russie
- Running to the Sky de Mirlan Abdykalykov  Kirghizistan
- Le Loup imaginaire (Мысленный волк) de Valeria Gaï Germanica  Russie
- Atlantis de Valentyn Vasyanovych  Ukraine
- La Communion de Jan Komasa  Pologne
- So Long, My Son de Wang Xiaoshuai  Chine
- La Saveur des coings (Bashtata) de Kristina Grozeva et Petar Valtchanov  Bulgarie
- Et puis nous danserons de Levan Akin  Turquie

### Compétition Youth on the March
- My Thoughts Are Silent de Antonio Lukich  Ukraine
- Lillian de Andreas Horvath  Autriche
- White on White de Théo Court  Chili
- Wushu Orphan de Huang Huang  Chine
- Ivana the Terrible de Ivana Mladenovic  Roumanie  Serbie
- Just 6,5 de Saeed Roustayi  Iran
- The Unknown Saint de Alaa Eddine Aljem  Maroc
- What Might Have Been de Florian Koerner von Gustorf  Allemagne
- Sister de Svetla Tsotsorkova  Bulgarie
- A Hairy Tale de Homayoun Ghanizadeh  Iran
- Heavy Craving de Hsieh Pei-ju  Taïwan
- The Day After I'm Gone de Nimrod Eldar  Israël

## Palmarès

### Compétition internationale[1]
- Grand Prix Listapad d'or du meilleur film : Atlantis de Valentyn Vasyanovych
- Prix du meilleur réalisateur : Jan Komasa pour La Communion
- Prix du meilleur scénario : The Criminal Man de Dmitri Mamoulia
- Prix de la meilleure photographie : Kim Hyun-seok pour So Long, My Son
- Prix de la meilleure interprétation féminine : Salome Demuria pour son rôle dans Inhale-Exhale
- Prix de la meilleure interprétation masculine : Levan Gelbakhiani pour son rôle dans Et puis nous danserons
- Prix de la meilleure musique : The Criminal Man
- Prix spécial du jury : La Communion de Jan Komasa
- Mention (pour la transmission chaleureuse de l'imagerie populaire) : Le Kérosène de Youssoup Razykov
- Mention (pour avoir repoussé les frontières de l'art visuel cinématographique) : Le loup imaginaire de Valeria Gaï Germanica